# Mertensophryne anotis
Mertensophryne anotis är en groddjursart som först beskrevs av George Albert Boulenger 1907.  Mertensophryne anotis ingår i släktet Mertensophryne och familjen paddor. IUCN kategoriserar arten globalt som starkt hotad. Inga underarter finns listade i Catalogue of Life.